# Memoriał Alfreda Smoczyka 2023
Memoriał Alfreda Smoczyka 2023 – 73. edycja turnieju mającego na celu upamiętnienie polskiego żużlowca Alfreda Smoczyka (1928–1950), który odbył się 26 marca 2023 r. w Lesznie. W turnieju, po raz drugi w karierze, zwyciężył Bartosz Smektała.

## Wyniki
- Leszno, 26 marca 2023
- Sędzia: Andrzej Kraskiewicz
- NCD: Grzegorz Zengota – 63,41 w wyścigu 20.

| Msc. | Zawodnik               | Klub         | Pkt  |             |  |
| ---- | ---------------------- | ------------ | ---- | ----------- |  |
| 1    | Bartosz Smektała       | Leszno       | 13+3 | (3,1,3,3,3) |  |
| 2    | Przemysław Pawlicki    | Zielona Góra | 13+2 | (3,2,3,2,3) |  |
| 3    | Jaimon Lidsey          | Leszno       | 12   | (1,3,2,3,3) |  |
| 4    | Krzysztof Buczkowski   | Zielona Góra | 11   | (2,2,3,3,1) |  |
| 5    | Janusz Kołodziej       | Leszno       | 10   | (1,3,1,3,2) |  |
| 6    | Grzegorz Zengota       | Leszno       | 9    | (3,1,2,0,3) |  |
| 7    | Nicolai Klindt         | Gdańsk       | 8    | (1,3,1,1,2) |  |
| 8    | Tobiasz Musielak       | Ostrów       | 8    | (1,3,2,1,1) |  |
| 9    | Damian Baliński        | Raiwcz       | 7    | (3,0,1,2,1) |  |
| 10   | Nazar Parnicki         | Leszno       | 7    | (2,2,0,2,1) |  |
| 11   | Brady Kurtz            | Rybnik       | 6    | (w,2,3,1,0) |  |
| 12   | Damian Ratajczak       | Leszno       | 6    | (2,1,2,1,0) |  |
| 13   | Keynan Rew             | Gdańsk       | 5    | (0,0,1,2,2) |  |
| 14   | Antoni Mencel          | Leszno       | 4    | (2,0,0,0,2) |  |
| 15   | Hubert Jabłoński       | Leszno       | 1    | (0,1,0,d,0) |  |
| 16   | Maksym Borowiak        | Leszno       | 0    | (0,0,0,0,0) |  |
| 17   | Tobiasz Jakub Musielak | Leszno       | 0    | (ns)        |  |

Bieg po biegu
1. [--,--] Smektała, Ratajczak, Kołodziej, Jabłoński
2. [63,53] Zengota, Mencel, Lidsey, Borowiak
3. [64,31] Baliński, Parnicki, Musielak, Kurtz (w/u)
4. [63,56] Pawlicki, Buczkowski, Klindt, Rew
5. [63,87] Kołodziej, Parnicki , Zengota, Rew
6. [64,12] Klindt, Kurtz, Jabłoński, Borowiak
7. [64,18] Musielak, Buczkowski, Smektała, Mencel
8. [63,65] Lidsey, Pawlicki, Ratajczak, Baliński
9. [64,72] Pawlicki, Musielak, Kołodziej, Borowiak
10. [64,69] Buczkowski, Zengota, Baliński, Jabłoński
11. [63,64] Smektała, Lidsey, Klindt, Parnicki
12. [64,10] Kurtz, Ratajczak, Rew, Mencel
13. [64,66] Kołodziej, Baliński, Klindt, Mencel
14. [--,--] Lidsey, Rew, Musielak, Jabłoński (d)
15. [65,12] Smektała, Pawlicki, Kurtz, Zengota
16. [64,31] Buczkowski, Parnicki, Ratajczak, Borowiak
17. [64,56] Lidsey, Kołodziej, Buczkowski, Kurtz
18. [64,53] Pawlicki, Mencel, Parnicki, Jabłoński
19. [63,88] Smektała, Rew, Baliński, Borowiak
20. [63,41] Zengota, Klindt, Musielak, Ratajczak

### Bieg dodatkowy o 1. miejsce
1. Smektała, Pawlicki